# Carolina Miranda
Carolina Miranda Olvera (Irapuato, Guanajuato, Mexico, 25 de junho de 1990) é uma atriz e cantora mexicana. No México, ela é conhecida por papéis nas novelas Los Rey (2012), Las Bravo (2014) e na série Lo que callamos las mujeres (2017). Internacionalmente, ela é mais conhecida por seu papel como Vicenta Rigores / La Coyote un Señora Acero. then in Las Bravo.